# Vadim Jolodenko
Vadim Timúrovich Jolodenko (en ucraniano: Вадим Тимурович Холоденко, transliterado al inglés Vadym Kholodenko; 4 de septiembre de 1986 en Kiev, en Ucrania) es un pianista clásico.

## Biografía
Nace en una familia donde es el primer y único músico. Artista precoz, da sus primeros conciertos en Estados Unidos, en China, en Hungría y en Croacia desde la edad de 13 años. En 2005, se instala en Moscú para estudiar piano bajo la tutela de Vera Gornostaeva en el Conservatorio Chaïkovski de Moscú.
En 2009, con la violinista Alena Baeva, gana su primer premio en el Concurso internacional de violín Henryk Wieniawski en 2001, graba un CD de sonatas para violín y piano de Francis Poulenc, Claude Debussy y Serguéi Prokófiev.
Logra ganar sucesivamente tres competiciones internacionales: el gran Premio (sección Piano) al 30.º Concurso internacional Maria Callas en 2004; el primer Premio al Concurso internacional de música de Sendai en junio de 2010 y el primer Premio del Concurso Franz Schubert (sección piano) en 2011. Estas dos últimas distinciones le valen grabar en 2012 sus primeros CD en solitario bajo el sello de la Fundación Cultural Sendai y Bella Musica Edition, donde toca, sobre todo obras de Johann Sebastian Bach, Ludwig van Beethoven, Franz Schubert, Serguéi Rajmáninov, Olivier Messiaen e Ígor Stravinski.
En noviembre de 2013, a la edad de 27 años, logra la Medalla de oro en el 14.º Concurso internacional de piano Van-Cliburn en Fort Worth, Texas, ciudad donde ha residido con su mujer y sus dos hijas. En marzo de 2016, estas niñas han sido encontradas asesinadas y su exesposa Sofia Tsygankova, pianista, arrestada por homicidio. Actualmente, Jolodenko reside en Luxemburgo con su compañera, la violinista Alena Baeva. 
Desde 2013 ha multiplicado los conciertos como solista y concertista invitado en Estados Unidos, en Europa y en Extremo Oriente. Ha firmado igualmente un contrato para una serie de grabaciones con el sello Harmonia Mundi.

## Discografía
- 2009 : Top of the 3rd Sendai Interational Music Competition - Alena Baeva, Sendai Cultural Foundation - Alena Baeva, violín, Vadym Kholodenko, piano : Obras de Prokófiev, Poulenc, Debussy
- 2012 : Internationaler Schubert-Wettbewerb Dortmund Klavier 2011 - Vadym Kholodenko, piano, Bella Musica Edition - Vadym Kholodenko, piano : Obras de Bach, Schubert, Kurbatov, Rajmáninov, Stravinski
- 2012 : Vadym Kholodenko - Winner of the 4th Sendai International Music Competition, Sendai Cultural Foundation - Vadym Kholodenko, piano : Obras de Bach, Beethoven, Messiaen
- 2013 : Gold Medalist : Fourteenth Van Ciburn International Piano Competition, Harmonia Mundi - Vadym Kholodenko, piano : Obras de Stravinski y Liszt
- 2014 : Vadym Kholodenko plays Rachmaninoff / Medtner, Delos - Vadym Kholodenko, piano : Obras de Rajmáninov y Medtner
- 2015 : Grieg & Saint-Saëns Piano Concertos, Harmonia Mundi - Vadym Kholodenko, piano ; The Norwegian Radio Orchestra, dirigida por Miguel Harth-Bedoya : Concierto para piano de Grieg et Concierto para piano n.º 2 de Saint-Saëns
- 2016 : Sergei Prokófiev Piano Concertos 2 & 5, Harmonia Mundi - Vadym Kholodenko, piano ; Fort Worth Symphony Orchestra, dirigida por Miguel Harth-Bedoya : Concierto para piano n.º 2 de Prokófiev et Concierto para piano n.º 5 de Prokófiev